# Lev Gonov
Lev Aleksejevitsj Gonov (Russisch: Лев Алексеевич Гонов) (Sysert, 6 januari 2000) is een Russisch wielrenner die op de baan en weg rijdt.

## Carrière
In 2019 behaalde Gonov zijn eerste profzege door de vijfde etappe in de Ronde van Fuzhou te winnen namens de Russische selectie. In de sprint om de zege liet hij onder meer landgenoot Gleb Syritsa en Blake Quick achter zich. Gonov reed in 2021 een seizoen bij de continentale wielerploeg Lokosphinx. De twee jaren die volgden deed hij een stap terug naar amateurniveau. Per 1 augustus 2024 mocht hij namens de opleidingsploeg van Astana Qazaqstan Team als stagiair deelnemen aan wedstrijden. Direct bij zijn eerste deelname aan een UCI Europe Tour wedstrijd namens de ploeg won hij de proloog en het eindklassement in de Ronde van Szeklerland.
Sinds zijn zeventiende neemt Gonov deel aan internationale toernooien op de baan. In 2018 en 2019 naam hij deel aan de ploegenachtervolging op de EK en de WK. Eveneens in 2019 nam hij deel aan de Europese Spelen. Samen met Nikita Bersenev, Ivan Smirnov en Gleb Syritsa reed hij de ploegenachtervolging. Het viertal wist goud te winnen door in de finale de Italianen te verslaan. Met Syritsa reed Gonov naar een tiende plaats bij de koppelkoers. Een jaar later, in 2020, nam hij voor de derde maal deel aan de ploegenachtervolging op de EK. Ook hier maakte Gonov deel uit van het zegevierende viertal, ditmaal reed hij met Bersenev, Aleksander Doebtsjenko en Aleksandr Jevtoesjenko. Daarnaast reed Gonov naar een derde plaats op de achtervolging.

## Palmares

### Baanwielrennen
| Jaar        | RK                          | EK                                                       | WK                                                       | Overige                                                   |
| Als belofte | Als belofte                 | Als belofte                                              | Als belofte                                              | Als belofte                                               |
| ----------- | --------------------------- | -------------------------------------------------------- | -------------------------------------------------------- | --------------------------------------------------------- |
| 2018        |                             | ploegenachtervolging                                     |                                                          |                                                           |
| 2019        |                             | ploegenachtervolging · achtervolging · 6e koppelkoers    |                                                          |                                                           |
| 2020        |                             | koppelkoers · koppelkoers · achtervolging                |                                                          |                                                           |
| Als elite   |                             |                                                          |                                                          |                                                           |
| 2017        |                             |                                                          |                                                          | WB Pruszków: · ploegenachtervolging                       |
| 2018        | koppelkoers · 7e omnium     | 6e ploegenachtervolging                                  | 7e ploegenachtervolging                                  | WB Minsk: · ploegenachtervolging                          |
| 2019        |                             | 9e ploegenachtervolging                                  | 14e ploegenachtervolging                                 | Europese Spelen: · ploegenachtervolging · 10e koppelkoers |
| 2020        | achtervolging · koppelkoers | ploegenachtervolging · achtervolging · 4e koppelkoers    | 10e ploegenachtervolging                                 |                                                           |
| 2021        | achtervolging               | achtervolging · 5e koppelkoers · 8e ploegenachtervolging | 6 ploegenachtervolging 10e koppelkoers 11e achtervolging | NC Sint-Petersburg: · koppelkoers · ploegenachtervolging  |

### Wegwielrennen
2019
5e etappe Ronde van Fuzhou
2023
1e etappe (ITT) Vijf ringen van Moskou
2024
 Russisch kampioenschap tijdrijden, elite
Proloog Vijf ringen van Moskou
Eindklassement Vijf ringen van Moskou
Proloog Ronde van Szeklerland
Eind- en puntenklassement Ronde van Szeklerland
2025
3e etappe Ronde van Turkije*
* als gastrenner bij XDS Astana Team